# Tremont (Illinois)
Tremont – wieś w Stanach Zjednoczonych, w stanie Illinois, w hrabstwie Tazewell.